# Коныстау
Коныстау (каз. Қоныстау) — село в Кзылкогинском районе Атырауской области Казахстана. Административный центр Коздыгаринского сельского округа. Код КАТО — 234839100.

## Население
В 1999 году население села составляло 1566 человек (799 мужчин и 767 женщин). По данным переписи 2009 года, в селе проживал 1561 человек (780 мужчин и 781 женщина).